# Totalt ägandevärde
Totalt ägandevärde eller Total value of ownership (TVO) är en metod för att mäta och analysera affärsvärdet av IT-investeringar. Gartner Group utformade denna metodik år 2003.
TVO skiljer sig från total ägandekostnad (TCO) genom att TVO tar hänsyn till fördelarna med alternativa investeringar. Det är en jämförande mätning som utvärderar den totala ägandekostnaden och eventuella ytterligare fördelar, såsom mobiliteten hos bärbara datorer jämfört med stationära datorer.